# Sven Jakobsson
Sven Jakobsson, latiniserat Sveno Jacobi , född på 1480-talet, död i augusti 1554 i Skara, var biskop i Skara stift 1530-1544.

## Biografi
Sveno Jacobi föddes i en adelsfamilj på 1480-talet. På mödernet härstammade han förmodligen från Flundre härad. Efter skolgång i Skara, där han antagligen blev kanik, skrev han den 13 april sig som student vid Rostocks universitet som ”Dns. Szweno Iacobi civitatis Scharensis”, herr Sveno Jacobi från Skara. Uppgiften i Rostock-universitetets matrikel att Jacobi kommer från Skara behöver inte nödvändigtvis betyda att han föddes där. Det kan också vara så att han angav sin stiftstillhörighet eller efter avslutad skolgång vid domkapitlets skola sin skolstad som sista vistelseort före studierna i utlandet. Han promoverades till baccalaureus vid Rostocks universitet efter den 14 april 1508.
I litteraturen om Sveno Jacobi figurerar uppgiften att han även studerade i Leuven och kanske också vid Kölns universitet. Det är dock inte möjligt att styrka antaganden om Sveno Jacobis studievistelser vid dessa lärosäten. Varken i Leuvens eller Kölns universitetsmatriklar återfinns nämligen Sveno Jacobis namn.
När Sveno Jacobi återvände till Sverige hade han i alla fall blivit magister. Efter sin hemkomst år 1510 blev han medarbetare till dåvarande biskopen i Skara, Vincent Melhusen († 1520). I Skara verkade han under 1510-talet som kanik, skolföreståndare och biskopskansler. I de politiska strider som skulle leda till Kalmarunionens upplösning tog Jacobi ställning för Sten Sture och senare Gustav Vasa. År 1520 bevittnade han Kristian II:s kröning i Stockholm och Stockholms blodbad, där bland annat Skarabiskopen Vincent avrättades utan dom. Antagligen på grund av sin juridiska skolning var Sveno Jacobi samma år bisittare i en nämnd som fastslog att brotten som hade begåtts av riksföreståndaren och dennes anhängare kunde betecknas som ”kätteri”. Antagligen kände sig Sveno Jacobi därtill liksom Linköpingsbiskopen Hans Brask (1464-1538) ”nödd och tvungen”. Kort därefter möter vi honom nämligen som en av Gustav Vasas betrodda. År 1523 blev han anställd i det kungliga kansliet, 1524 utsågs han till konungens kansler. 
Riksdagen i Västerås år 1527 blev en milstolpe för reformationen i Sverige, oavsett om beslutets formulering att Guds ord skulle "renliga predikat varda" innebar ett klart ställningstagande för reformationen eller om det utgjorde en tämligen luddig förklaring som de olika religiösa lägren kunde tolka på sitt sätt. Den senmedeltida svenska kyrkan fråntogs i mångt och mycket genom Västerås recess, alltså riksdagens beslut, sin ekonomiska och därmed maktpolitiska ställning. En mycket påtaglig följd av riksdagen var bland annat att biskopen i Linköping, Hans Brask, lämnade Sverige för gott. Den romerska kyrkan i Sverige hade därmed förlorad sin viktigaste apologet och reformationen en av sina hårdaste och mest lärda motståndare. Några månader efter riksdagen i Västerås 1527 utnämndes Sveno Jacobi av konungen till domprost i Skara. Sedan 1522 hade Magnus Haraldsson  varit vald biskop i Skara (electus). Till skillnad från Magnus Haraldsson var Jacobi inte inblandad i Västgötaherrarnas uppror 1529. På grund av delaktigheten i upproret dömdes Haraldsson i sin frånvaro till döden. Men någon gång under våren 1529 lämnade Haraldsson landet. Sommaren 1529 förordnades därför Sveno Jacobi av konungen att sköta stiftet som tillsynsman. I januari 1530 valdes han till biskop i Skara. Både konungen och Laurentius Andreae uppmanade den i början tveksamme Sveno Jacobi att åta sig uppgiften. Skara stifts domkapitel informerades den 15 februari 1530 av konungen om att Jacobi med riksrådets samtycke hade utnämnts till biskop i stiftet. Samma år valdes biskopen i Åbo Martin Skytte till ärkebiskop. Skytte avböjde dock varpå även Sveno Jacobi tillfrågades som dock inte heller ville åta sig detta ämbete. Den 27 augusti 1531 vigdes Sveno Jacobi tillsammans med Jonas Boetii († 1553), electus i Växjö, i Strängnäs domkyrka till biskop. Biskopsvigningen förrättades av biskoparna Petrus Magni  i Västerås och Magnus Sommar i Strängnäs.
I december 1539 utnämnde Gustav Vasa den pommerske adelsmannen Georg Norman  till superintendent över hela den svenska kyrkan. Detta innebar bland annat att det traditionella svenska kyrkostyret, i synnerhet ärkebiskopen och biskoparna, åsidosattes till förmån för en centraliserad och av kungen styrd, riksomfattande kyrkoledning. Sveno Jacobi fungerade därför som vice-kansler i den nya landskapsstyrelsen, där konungens svåger, Gustav Olofsson Stenbock , också ingick som kungens ståthållare och så kallad konservator över stiftet. Tillsammans med ståthållaren och några andra ämbetsmän tillkom vice-kanslern det administrativa och juridiska styret i Västergötland.
År 1540 visiterade Georg Norman stiftet i Skara, vilket bland annat medförde ett starkare centralt grepp om stiftsorganisationen, kontroll av läran och ceremonierna samt uppbörd av hjälpskatt.
I slutet av år 1543 skickade konungen Erik Svenonis Hjort, tidigare hovpredikant och senare kyrkoherde i Skellefteå, till Skara som Sveno Jacobis medhjälpare. Den 26 februari 1544 entledigades den ca 60 år gamle Jacobi (möjligen på egen begäran) från sitt ämbete. Efter Erik Svenonis Hjorts död 1545 var biskopsstolen i Skara vakant i två år. Under denna tid var domprosten Sveno Jacobi återigen den ledande personen i stiftet. Som ny ordinarius över Skara stift tillträdde magister Erik Falk år 1547. I augusti 1554 dog Sveno Jacobi i domprostgården i Skara.

## Sveno Jacobis bibliotek
Sveno Jacobi ägde ett teologisk bibliotek som avslöjar hans intresse för reformationens sak. Förutom många skrifter som hade författads av Erasmus av Rotterdam och Philipp Melanchthon fanns i Sveno Jacobis boksamling även skrifter av Martin Luther, Johannes Oecolampadius och Bartholomäus Westheimer. Till skillnad från humanistiska och reformatoriska verk lyser samtida katolska arbeten helt med sin frånvaro i Sveno Jacobis bibliotek. Biblioteket är den viktigaste källan som berättar om Sveno Jacobis teologiska preferenser. 